# Alexis Krauss
Alexis Krauss (Manasquan, 27 de setembro de 1985) é uma cantora, ex-professora e ativista norte-americana.